# Sarothrura
Sarothrura Heine, 1890 è un genere di uccelli della famiglia dei Sarotruridi.
Questo genere è ristretto a sette specie diffuse in tutta l'Africa subsahariana e a due specie che vivono in Madagascar. Il nome comune inglese di questi animali, flufftails, si deve alla breve coda che presenta delle strane piume soffici. Tutte le specie, ad eccezione di Sarothrura ayresi, mostrano dimorfismo sessuale nel loro piumaggio, ma non nelle dimensioni.

## Biologia
Sono uccelli molto riservati e vengono osservati raramente. Due specie, Sarothrura elegans e Sarothrura pulchra, vivono in fitte foreste, ma le specie restanti sono diffuse nelle praterie e nelle paludi. Una specie, Sarothrura affinis, è certamente migratrice, ma non sappiamo se lo siano anche altre specie; S. ayresi dovrebbe nidificare in Etiopia e svernare in Sudafrica, ma non è chiaro con certezza.
In molte specie il comportamento riproduttivo non è stato osservato. Molte specie nidificano nella stagione umida. Durante la stagione degli amori tutte le specie sono molto rumorose ed il loro repertorio vocale comprende anche dei duetti. Nel rallo del Madagascar (Sarothrura insularis) il corteggiamento consiste in una serie di duetti, nella costruzione del nido, effettuata dal maschio, nelle visite della femmina al nido e nella copulazione. Il nido è a forma di cupola ed è situato molto in alto, tra le piante rampicanti, mentre in S. ayresi viene costruito tra le canne al di sopra del terreno allagato. Le uova di tutte le specie che sono state studiate sono bianche, cosa insolita per i ralli. Alla nascita i pulcini sono ricoperti da piumino nero ed hanno un becco leggermente colorato; nella maggior parte delle specie essi sviluppano ben presto il piumaggio degli adulti. Entrambi i genitori si prendono cura dei pulcini.

## Tassonomia
Il genere Sarothrura comprende 9 specie:
- Sarothrura pulchra (J.E.Gray, 1829) - rallo macchiebianche;
- Sarothrura elegans (A.Smith, 1839) - rallo macchiefulve;
- Sarothrura rufa (Vieillot, 1819) - rallo pettorosso;
- Sarothrura lugens (Böhm, 1884) - rallo testarossa;
- Sarothrura boehmi Reichenow, 1900 - rallo pettostriato;
- Sarothrura ayresi (Gurney, 1877) - rallo alibianche;
- Sarothrura affinis (A.Smith, 1828) - rallo codacastana;
- Sarothrura insularis (Sharpe, 1870) - rallo del Madagascar;
- Sarothrura watersi (Bartlett, 1880) - rallo di Waters.

## Conservazione
Attualmente vengono considerate minacciate  dall'IUCN due specie, Sarothrura ayresi  (Critically Endangered) e Sarothrura watersi (Endangered). Sono minacciati a causa della distruzione dell'habitat dovuta al prosciugamento delle zone umide per far spazio alle coltivazioni.